# Blåbock (skalbagge)
För antilopen, se blåbock (antilop).
Blåbock (Gaurotes virginea) är en skalbagge i familjen långhorningar. Den har en kroppslängd på 7 till 11 millimeter. 
Arten förekommer i nästan hela Europa, i norra Asien och fram till Koreahalvön. Den når i bergstrakter 600 meter över havet. I Europa hittas skalbaggen vanligen på träd av gransläktet. I Sibirien bor den på träd av lärkträdssläktet, tallsläktet, ädelgranssläktet och cedersläktet. Sällan hittas den på träs av eksläktet och valnötssläktet.
Larverna håller till under tallkvistarnas bark. De använder även gångar som skapades av andra insekter. Honor lägger upp till 54 ägg per tillfälle. Äggen kläcks efter cirka två veckor. Larvernas utveckling varar i två år. Sedan gräver sig larven ner i marken till ett djup av 5 cm och blir puppa när jordens temperatur är 8 °C. De vuxna exemplaren syns mellan maj och augusti på blommor.
För beståndet är inga hot kända. Hela populationen ökar. IUCN listar arten som livskraftig (LC).